# Балхашбалык
Балхашбалык (каз. Балқашбалық) — акционерное (с 1995) предприятие рыбной промышленности Казахстана. Находится в посёлке Шашубай (ранее Рыбтрест, Озёрный), в 4 километрах от города Балхаш. Входит в пятёрку крупнейших по объёму рыбопереработчиков Казахстана, в начале 2000-х был определён Министерством сельского хозяйства одним из главных поставщиков свежемороженого филе судака и икры в страны Европы.

## История
Промышленный лов на озере Балхаш начался в 1929-30 годах. В 1931 году запущен рыбный завод в Бертисе, было создано 17 рыболовецких артелей.
Основано в 1940-м как Балхашский рыбокомбинат. Вместимость холодильника составляла 1500 тонн. В 1943 году первую продукцию выдал рыбоконсервный комбинат. В 1967-м на базе рыбацких артелей сформирован рыболовный флот. В 1977 году Алгазинский и Мынаральский рыбные заводы, цех по переработке рыбы и рефрижераторный плавающий озёрный флот были объединены в производственное объединение «Балхашрыбпром». В 1984 году на рыбоконсервном заводе были увеличены производственные мощности.
В составе «Балхашбалык»: 2 рыбных завода, 1 рыболовецкая база, 3 холодильных, коптильный, консервный, жиромучной и другие цеха. Занимается организацией добычи и приёма рыбы с озера Балхаш и реки Или (сазан, лещ, сом, судак и др.). Выпускает свежемороженую и копчёно-вяленую рыбу, балычные изделия, полуфабрикаты, маринованную продукцию, рыбные консервы и др.